# Houshenzinus
Houshenzinus Tanasevič, 2006 è un genere di ragni appartenente alla famiglia Linyphiidae.

## Distribuzione
L'unica specie oggi attribuita a questo genere è stata reperita in Cina: è endemico delle pendici del monte Taibai, appartenente alla catena montuosa dei Qinlin nella provincia dello Shaanxi.

## Tassonomia
A dicembre 2011, si compone di una specie:
- Houshenzinus rimosus Tanasevič, 2006[3] — Cina